# Джваненг (карьер)
Карьер Джваненг (англ. Jwaneng diamond mine) — богатейший алмазодобывающий карьер мира.
Карьер Джваненг находится на юге Ботсваны примерно в 120 км к западу от столицы страны города Габороне. На территории карьера находятся три кимберлитовые трубки, разработка которых ведётся открытым способом. На карьере работает около 2100 человек, проживающих в расположенном здесь «закрытом городе» Джваненг.
Карьером управляет компания Debswana, которая является совместным предприятием корпорации De Beers и правительства Ботсваны. Компания начала работу с этим карьером в 1982 году, и ежегодно добывает здесь 9,3 миллиона тонн руды и 37 миллионов тонн пустой породы; из руды в 2003 году было извлечено 14,3 миллиона карат алмазов. Согласно оценкам 2005 года, имеющихся резервов хватит на поддержание подобного уровня добычи ещё в течение 27 лет.